# 幻溇村
幻溇村是隸屬浙江省湖州市吳興區南太湖高新技術產業園區內的一個行政村，位於太湖南岸，與蘇州洞庭山隔湖相望，東西跨越五條溇港。

## 地名
幻漊一作「幻湖漊」，一作「幻漊」。光緒時稱「夏漊」，現里人多喚此名。

## 行政人口
2001年10月有原金溇村、潘溇村和太湖水產合並成現在的幻溇村。現全村下轄金溇、幻溇、潘溇等17個自然村，共有23個村民小組、一個居委會，總戶數1008戶、總人口3708，其中農業戶數和人數分別為863戶、3448人。

## 交通經濟
2005年，全村實現工農總產值6977萬元，農民人均收入達8217元。織太公路、湖織公路市級主幹道在本村交叉銜接，縱貫穿越全村。